# Закон зародышевого сходства

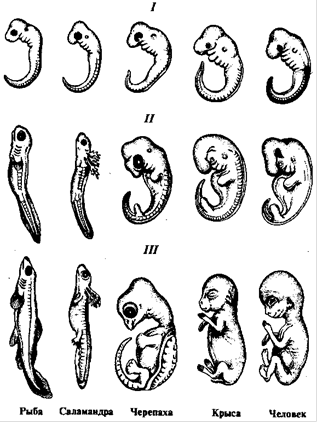
Закон зародышевого сходства

Закон зародышевого сходства, или Закон Бэра, — закон, согласно которому на начальных этапах эмбрионального развития зародыши животных разных видов сходны по своему строению, что отражает единство происхождения животного мира.
Карл фон Бэр сформулировал закон в 1828 году, и он звучит следующим образом: «Чем более ранние стадии индивидуального развития сравниваются, тем больше сходства удается обнаружить».

## История
В начале XIX века учёные впервые стали обращать внимание на сходство стадий развития эмбрионов высших животных со ступенями усложнения организации, ведущими от низкоорганизованных форм к прогрессивным.
В 1828 году Бэр сформулировал закономерность, которая получила название «закон Бэра» или «закон зародышевого сходства». Ученый заметил, что лапки ящерицы, крылья и ноги птиц, конечности млекопитающих, а также руки и ноги человека развиваются идентичным образом и из одних и тех же зачатков. Исходя из этого он понял, что в процессе эмбрионального развития раньше всего обнаруживаются общие типовые признаки, а затем появляются частные признаки класса, отряда, семейства и, в последнюю очередь, признаки рода и вида.
Закон фон Бэра в большей степени справедлив для организмов, развивающихся внутри матери (например, млекопитающих), чем для видов, имеющих личиночную стадию. При внутриутробном развитии ведущее к изменению давление естественного отбора со стороны внешней среды минимально, в то время как личиночный организм, самостоятельно обеспечивающий своё выживание, постоянно подвергается давлению. Это объясняет то, почему ранние стадии развития млекопитающих похожи у разных видов, а у таких организмов, как насекомые, личиночная стадия отличается от взрослой.

## Основные положения
- Эмбрионы животных одного типа на ранних стадиях развития сходны.
- Эмбрионы разных представителей одного типа постепенно обособляются друг от друга.
- Эмбрионы последовательно переходят в своем развитии от более общих признаков типа ко все более частным.
- В последнюю очередь развиваются признаки, указывающие на принадлежность эмбриона к определённому роду, виду, и, наконец, индивидуальные черты.

## Связь с Дарвином
Карл фон Бэр не был эволюционистом, поэтому он не смог связать сделанное им открытие с процессом филогенеза. Однако Чарльз Дарвин показал, что закон зародышевого сходства свидетельствует об общности происхождения и единства начальных этапов эволюции в пределах типа.
Развитие эволюционной идеи в последующем позволило объяснить сходство ранних зародышей их историческим родством, а приобретение ими все более частных черт с постепенным обособлением друг от друга — действительным обособлением соответствующих классов, отрядов, семейств, родов и видов в процессе эволюции.
Эволюционное учение, разработанное Ч. Дарвином, ярко высветило фундаментальное значение проблемы онтогенетического развития. Зародышевое сходство объясняется теперь действительным родством организмов, а их постепенное расхождение (эмбриональная дивергенция) служит очевидным отражением исторического расхождения данных форм (филогенетической дивергенции). В зародыше потомков, писал Дарвин, мы видим «смутный портрет» предков. Следовательно, по индивидуальному развитию можно проследить историю данного вида.